# ダナ・アンドリュース

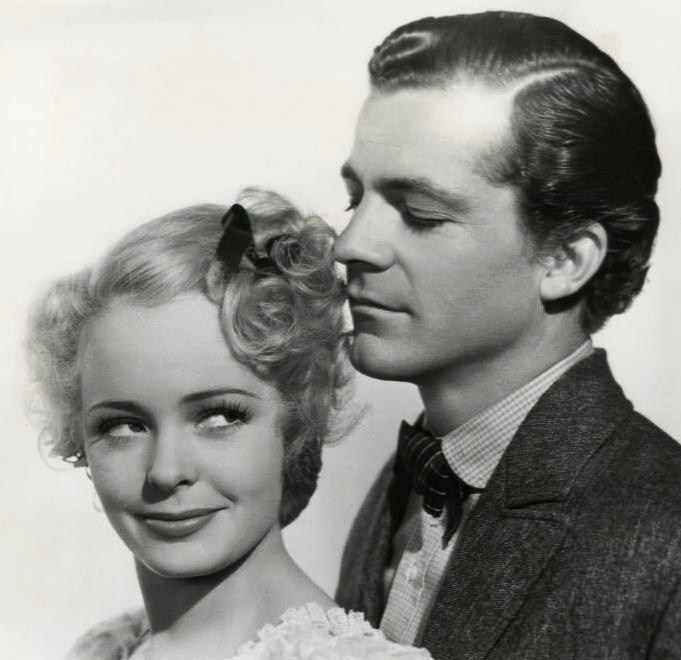
『スワンプ・ウォーター』（1941年）より。共演女優のバージニア・ギルモアと

ダナ・アンドリュース（Dana Andrews,本名Carver Dana Andrews,1909年1月1日 - 1992年12月19日）は、アメリカ合衆国ミシシッピ州出身の俳優。

## 略歴

### 人生とキャリア
ヒューストンの大学でビジネスを学び、経理の仕事に就いたが歌手になるためにロサンゼルスに移る。
生活のためにさまざまな仕事に就くが、ある雇い主が彼の可能性を信じ、彼のためにオペラのクラスと、パサデナ・プレイハウスで学ぶために資金の援助をしたという。そこで演技を学び舞台に出演するようになる。その後、スカウトされハリウッド入りをする。
ロサンゼルスに着いて9年後、ウィリアム・ワイラーの『西部の男』に出演するチャンスをつかみ映画デビュー。その後、1950年代にかけてドラマ・西部劇・サスペンスと幅広く第一線で活躍した。また、1960年代の中頃からはヨーロッパ映画にも出演する様になり、ハリウッド映画界でも名脇役俳優として活躍した。テレビ映画やテレビ・シリーズへの出演も少なくなく、『将軍アイク』（1979年）ではマーシャル将軍役で出演した。
しかし、酒に溺れて映画プロデューサーからの信頼を失ったらしく、1970年代には事実上映画界を引退して不動産業で財を成した。
晩年はアルツハイマー型認知症に冒されて、2番目の妻に看取られて1992年12月19日、83歳で死去した。

### ヨーロッパでの活動
1965年には『北京の55日』（1963年）や『ローマ帝国の滅亡』（1964年）等で知られるサミュエル・ブロンストン・プロ（略称：SBP）の残党が手掛けたSF映画『地球は壊滅する』に主演した。監督は『ベン・ハー』（1959年）や『クレオパトラ』（1963年）等の大作映画の第二班監督として高名なアンドリュー・マートンが務め、助監督はSBPの常連だったホセ・マリア・オチョアだった。当時のスペインでは数多くのハリウッド映画が撮影され、同年の『バルジ大作戦』にも助演した。『バルジ大作戦』に出演した俳優の多くがマカロニ・ウエスタンを始めとするイタリアやスペイン産の疑似米国映画に進出した。
アンドリュースも同様にスパイ物やジャッロ物に出演した。『コブラ』（1967年/未ソフト化）では主演を務め、イタリアや西ドイツで売れっ子だったアクション俳優のブラッド・ハリス主演の『70億の強奪作戦』（1967年）が日本でも劇場公開されている。
人気に翳りの出始めた1970年代にはスペイン領カナリア諸島で撮影されたハーフ・マカロニ・ウエスタン『ワイルドトレイル』（1975年）には往年のスターとしての敬意が払われ、ゲスト・スターとしてクレジットされた。その後は再びハリウッドを拠点に活動した。

## 出演作品
| 公開年 | 邦題 原題                                         | 役名                                              | 備考                                |
| ------ | ------------------------------------------------- | ------------------------------------------------- | ----------------------------------- |
| 1940   | 荒野の勇者/キット・カーソン Kit Carson            | ジョン・C・フレモント                             |                                     |
| 1940   | 西部の男 The Westerner                            | ホッド・ジョンソン                                |                                     |
| 1941   | タバコ・ロード Tobacco Road                       | ティム・ハーモン                                  |                                     |
| 1941   | ベル・スター Belle Starr                          | トーマス・クレイル                                |                                     |
| 1941   | スワンプ・ウォーター Swamp Water                  | ベン                                              |                                     |
| 1941   | 教授と美女 Ball of Fire                           | ジョー                                            |                                     |
| 1943   | 真珠湾攻撃 December 7th: The Movie                | 海兵の幽霊                                        |                                     |
| 1943   | 潜航決戦隊 Crash Dive                             | コナーズ                                          |                                     |
| 1943   | 牛泥棒 The Ox-Bow Incident                        | ドナルド・マーティン                              |                                     |
| 1943   | 北極星コルホーズ The North Star                   | Kolya Simonov                                     |                                     |
| 1944   | ダニー・ケイの新兵さん Up in Arms                 | ジョー                                            |                                     |
| 1944   | パープル・ハート The Purple Heart                 | ハーヴィー・ロス                                  |                                     |
| 1944   | ミッドウェイ囮作戦 Wing and a Prayer              | エドワード                                        |                                     |
| 1944   | ローラ殺人事件 Laura                              | マーク・マクファーソン                            |                                     |
| 1945   | ステート・フェア State Fair                       | パット・ギルバート                                |                                     |
| 1945   | 堕ちた天使 Fallen Angel                           | エリック・スタントン                              |                                     |
| 1945   | 激戦地 A Walk in the Sun                          | ビル                                              |                                     |
| 1946   | インディアン渓谷 Canyon Passage                   | ローガン・スチュアート                            |                                     |
| 1946   | 我等の生涯の最良の年 The Best Years of Our Lives  | フレッド                                          |                                     |
| 1947   | 影なき殺人 Boomerang!                             | ヘンリー・L・ハーヴィー                           |                                     |
| 1947   | 愛の交響楽 Night Song                             | ダン・エヴァンス                                  |                                     |
| 1947   | 哀しみの恋 Daisy Kenyon                           | ダン・オマラ                                      |                                     |
| 1948   | 鉄のカーテン The Iron Curtain                     | イゴール・グーゼンコ                              |                                     |
| 1948   | 海の呼ぶ声・ディープ・ウォーター Deep Water       | スティルウェル                                    |                                     |
| 1948   | 愚かなり我が心 My Foolish Heart                   | ウォルター                                        |                                     |
| 1949   | 禁じられた街 Forbidden Street / Britannia Mews    | ヘンリー・ランバート / ギルバート・ラウダーデイル | Britannia Mewsは原作題名。 一人二役 |
| 1950   | 歩道の終わる所 Where Sidewalk Ends                | マーク・ディクソン                                |                                     |
| 1950   | 恐怖の一夜 Edge of Doom                           | トマス・ロス神父                                  |                                     |
| 1951   | 小さな英雄の物語 Sealed Cargo                     | パット                                            |                                     |
| 1951   | フロッグメン The Frogmen                          | ジェイク・フラニガン                              |                                     |
| 1951   | 我が心の呼ぶ声 I Want You                         | マーティン・グリアー                              |                                     |
| 1952   | パリの記者とハンガリーのスパイ Assignment - Paris | ジム・レース                                      |                                     |
| 1954   | 巨象の道 Elephant Walk                            | ディック・カーヴァー                              |                                     |
| 1954   | 西部は俺に任せろ Three Hours to Kill              | ジム                                              |                                     |
| 1955   | 荒野の貴婦人 Strange Lady in Town                 | ローク・オブライエン                              |                                     |
| 1955   | コマンチ族 Comanche                               | ジム・リード                                      |                                     |
| 1956   | 口紅殺人事件 While the City Sleeps                | エドワード・モブリー                              |                                     |
| 1956   | 条理ある疑いの彼方に Beyond a reasonable Doubt    | トム・ギャレット                                  |                                     |
| 1958   | 恐怖を売る男達 The Fearmakers                     | アラン・イートン                                  |                                     |
| 1958   | 恐怖の島 Enchanted Island                         | エイブ・ベッドフォード                            |                                     |
| 1965   | サタンバグ The Satan Bug                          | ウィリアムズ                                      |                                     |
| 1965   | 危険な道 In Harm's Way                            | ブラックジャック・ブロデリック                    |                                     |
| 1965   | 地球は壊滅する Crack in the World                 | スティーブン・ソレンソン                          |                                     |
| 1965   | 勇者の街 Town Tamer                               | トム                                              |                                     |
| 1965   | ラブド・ワン The Loved One                        | バック・ブリンクマン                              |                                     |
| 1965   | バルジ大作戦 Battle of the Bulge                  | プリチャード大佐                                  |                                     |
| 1966   | 必殺のジョニー Johnny Reno                        | ジョニー・レノ                                    |                                     |
| 1967   | 暴走52マイル Hot Rods to Hell                     | トム・フィリップス                                |                                     |
| 1967   | 怪奇!呪いの生体実験 The Frozen Dead               | ノーベルグ博士                                    |                                     |
| 1967   | 70億の強奪作戦 Supercolpo da 7 miliardi           | ジョージ                                          |                                     |
| 1968   | コマンド戦略 The Devil's Brigade                  | ウォルター・ネイヤー                              |                                     |
| 1974   | エアポート'75 Airport 1975                        | スコット・フリーマン                              |                                     |
| 1975   | ワイルドトレイル Take a Hard Ride                 | モーガン                                          |                                     |
| 1976   | ラスト・タイクーン The Last Tycoon                | レッド・ライディングウッド                        |                                     |
| 1977   | 暗黒殺人指令 Good Guys Wear Black                 | エドガー・ハロルズ                                |                                     |
| 1980   | 将軍アイク Ike: The War Years                     | ジョージ・マーシャル                              | テレビ映画                          |
| 1980   | 緊迫のコックピット/ザ・パイロット The Pilot       | ランドルフ・エヴァーズ                            |                                     |